# قطعنامه ۳۶ شورای امنیت
قطعنامه ۳۶ شورای امنیت سازمان ملل متحد که در تاریخ ۱۷ ژانویه ۱۹۴۸ تصویب شد، سندی بین‌المللی دربارهٔ مسئلهٔ هند-پاکستان است. این قطعنامه طی نشست ۲۲۹ام با ۹ موافق، ۰ مخالف و ۲ ممتنع تصویب شد.